# Municipio de Colfax (condado de Wilson)
El municipio de Colfax (en inglés: Colfax Township) es un municipio ubicado en el condado de Wilson en el estado estadounidense de Kansas. En el año 2010 tenía una población de 403 habitantes y una densidad poblacional de 3,27 personas por km².

## Geografía
El municipio de Colfax se encuentra ubicado en las coordenadas 37°41′23″N 95°35′51″O / 37.68972, -95.59750. Según la Oficina del Censo de los Estados Unidos, el municipio tiene una superficie total de 123.22 km², de la cual 122,62 km² corresponden a tierra firme y (0,49 %) 0,6 km² es agua.

## Demografía
Según el censo de 2010, había 403 personas residiendo en el municipio de Colfax. La densidad de población era de 3,27 hab./km². De los 403 habitantes, el municipio de Colfax estaba compuesto por el 98,51 % blancos, el 0,99 % eran amerindios y el 0,5 % eran de una mezcla de razas. Del total de la población el 0,25 % eran hispanos o latinos de cualquier raza.